# The Diamond Mystery
The Diamond Mystery è un cortometraggio muto del 1913 diretto da Charles Kent (non confermato).

## Produzione
Il film fu prodotto dalla Vitagraph Company of America.

## Distribuzione
Distribuito dalla General Film Company, il film - un cortometraggio in due bobine - uscì nelle sale cinematografiche statunitensi il 14 luglio 1913.